# 有角园蛛
有角园蛛（学名：Araneus angulatus）为园蛛科园蛛属的动物。分布于欧洲、俄罗斯以及中国大陆的新疆、河北等地，常栖息于灌木丛。其生存的海拔范围为2700至750米。该物种的模式产地在欧洲。